# Diplotaxis catarinas
Diplotaxis catarinas är en skalbaggsart som beskrevs av Patricia Vaurie och Mont A. Cazier 1955. Diplotaxis catarinas ingår i släktet Diplotaxis och familjen Melolonthidae. Inga underarter finns listade i Catalogue of Life.